# Vækkelsesbevægelse
En vækkelsesbevægelse er en bevægelse, hvis formål er at fremme en åndelig, ofte religiøs bevidsthed. Fænomenet kendes ikke mindst indenfor den kristne protestantisme, men bruges også om andre religioner og om rent verdslige strømninger.
Vækkelser fungerer ofte som en modkultur til etablerede, eksempelvis religiøse, institutioner.

## Eksempler
Den protestantiske pietisme i 1700-tallet skabte begrebet vækkelse. Fænomenet er stadig levende, ikke mindst i USA, hvorfra flere nyreligiøse bevægelser har spredt sig til Sydamerika og Europa i 1800- og 1900-tallet. I Danmark kendes vækkelser især i skikkelse af de gudelige vækkelser i 1800-tallet, hvoraf de vigtigste var grundtvigianismen og Indre Mission.
Andre eksempler er abalokole, en østafrikansk vækkelsesbevægelse fra 1930'erne indenfor den anglikanske kirke, 1800-tallets svenske lutherske vækkelsesbevægelse læstadianismen og houthibevægelsen i Yemen, der opstod blandt zaiditiske muslimer i begyndelsen af 1990'erne som en reaktion på den wahhabitiske saudi-arabiske missioneren i landet.